# Барсегян, Лаврентий Ашотович
Лаврентий Ашотович Барсегян (арм. Լավրենտի Աշոտի Բարսեղյան; 7 января 1937, Ереван — 6 декабря 2014, там же) — советский и армянский историк, основатель Музея-института геноцида армян.

## Биография
В 1959 году окончил исторический факультет Ереванского государственного университета.
- 1968—1972 гг. — руководитель музейного комплекса храма-крепости Эребуни, возглавлял работы по реставрации крепости Эребуни, Гарнийского храма, дома-музея Ованеса Туманяна.
- 1973—1978 гг. — в аппарате Министерства культуры СССР.
- 1978—1985 гг. — руководитель культурно-реставрационных учреждений Армянской ССР.
- 1988—1991 гг. — начальник Главного управления по охране и эксплуатации культурно-исторических памятников при Совете Министров Армянской ССР.
- 1992—1995 гг. — помощник вице-президента Национальной академии наук Армении.

Затем — директор-основатель Музея-института Геноцида армян.
Инициатор многих музейных научных экспозиций.

## Награды и звания
Награждён орденом «Знак Почёта» (07.08.1981). В 2002 году был награждён Золотой медалью Международного фонда Фритьофа Нансена, а в 2003 году — медалью Мовсеса Хоренаци.